# Adalbert Brunke

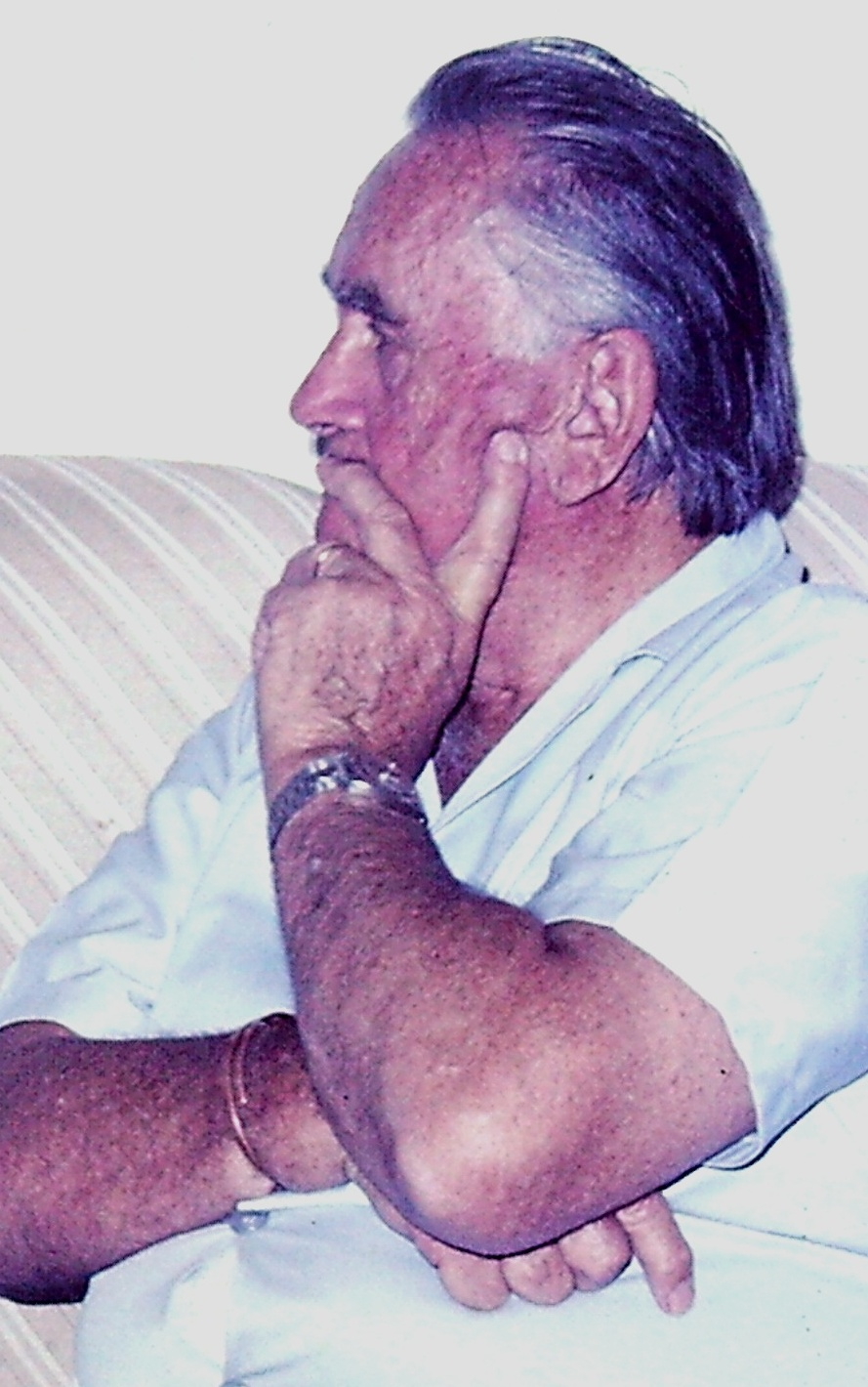
Adalbert Brunke in Kapstadt 1989

Adalbert Leopold Max Brunke (* 16. Mai 1912 in Alt-Chapel, Kreis Karthaus; † 25. September 2013 in Kapstadt) war Missionar der Berliner Missionsgesellschaft in Tanganjika und Südafrika, Missionssuperintendent und letztlich Bischof der Kap-Oranje-Diözese der Evangelisch-Lutherischen Kirche im Südlichen Afrika.

## Die jungen Jahre
Brunke wurde 1912 als Sohn eines Lehrers und Organisten in Alt-Chapel in Westpreußen geboren, ehe seine Familie ein Jahr später nach Pommern zog, wo er zunächst die Volksschule und ab 1922 die Stephan-Oberrealschule in Stolp besuchte. Nachdem er ein Jahr lang eine Höhere Handelsschule besucht hatte, begann er 1937 eine Ausbildung am Missionsseminar der Berliner Missionsgesellschaft. Sein Vikariat absolvierte er in der Markus-Kirchengemeinde in Berlin-Steglitz bei Pfarrer Erich Klamroth, mit dessen Tochter Johanna Brigitte Klamroth er sich verlobte. 1939 wurde er von der Berliner Missionsgesellschaft nach Tanganjika ausgesandt, wo er auf der Missionsstation Morogoro bei Missionar Hermann Krelle Swahili lernte und sich auf das Feldexamen vorbereitete. Nach Beginn des Zweiten Weltkriegs wurde er von den Briten sieben Jahre lang in Südafrika interniert: Erst im Kriegsgefangenenlager Leeukop bei Pretoria, dann im Lager Andalusia bei Kimberley. Am 15. Februar 1943 wurde Brunke hier per Ferntrauung mit seiner Verlobten Brigitte verheiratet. Nach Ende des Zweiten Weltkrieges wurde Brunke in das britische Internierungslager Norton bei Salisbury in Rhodesien, dem heutigen Zimbabwe, verlegt. In den Gefangenenlagern hatte er Gelegenheit, bei anderen internierten Missionaren seine theologischen Kenntnisse zu erweitern. Nach Auflösung des Lagers in Rhodesien gelangte Brunke über Kapstadt nach Edendale östlich von Pretoria, wo er Afrikaans bei Missionar Willy Leue lernte. 1948 zog er weiter nach Pietersburg in Transvaal, wo er Nord-Sotho-Kenntnisse bei Missionar Martin Jäckel erwarb. Fertig ausgebildet begann er 1949 seine Tätigkeit als Missionar auf der Missionsstation Blauberg. Erst jetzt war es seiner Ehefrau möglich zu ihm auszureisen, die kirchliche Trauung fand am 15. Februar 1949 in Pietersburg statt. Nach dem Eintritt Jäckels in den Ruhestand folgte Brunke ihm im Amt des Superintendenten nach Pietersburg.

## Die Jahre in der Kapprovinz und dem Oranje-Freistaat
Aus Gesundheitsgründen wurde Brunke 1960 nach Riversdal versetzt, wo er zum Superintendenten der Kapsynode der lutherischen  Missionskirche gewählt wurde. Als die Kap- und die Synode des Oranje-Freistaates 1963 zusammengeführt wurden, wurde Brunke nach Kapstadt versetzt und wurde Superintendent des Kirchenkreises Kapstadt. Als Gustav Zittlau, der Bischof der Kap-Oranje-Kirche,  1972 in den Ruhestand trat, wurde Brunke zu seinem Nachfolger gewählt. Der Dienstsitz war nun in Kimberley. Dieses Amt hatte er bis zu seiner Pensionierung 1978 inne. Als letzter weißer Bischof seiner Diözese gestaltete er 1975 die Bildung der eigenständigen Evangelisch-Lutherischen Kirche im Südlichen Afrika mit. Seinen Ruhestand verlebte Brunke in Kapstadt, wo er als Gefängnisseelsorger auf Robben Island, auch Nelson Mandela kennenlernte. Mandela bedankte sich später für seine Arbeit.
Adalbert Brunke verstarb am 25. September 2013 in Kapstadt im Alter von 101 Jahren. Der Trauergottesdienst mit anschließender Beisetzung fand am 2. Oktober 2013 in der Niederländisch-Reformierten Kirche in Kleinmond in der Provinz Westkap, dem langjährigen Ferienort der Familie, statt. In Deutschland erinnert ein Grabstein auf dem Waldfriedhof Ofenerdiek/Oldenburg beim Grab seiner Ehefrau Brigitte an ihn.